# Hinterzungenvokal
Hinterzungenvokale sind Vokale, die hinten im Mundraum gebildet werden. Im Deutschen werden o und u als Hinterzungenvokale gesprochen.
Es gibt die folgenden Formen des Hinterzungenvokals:
- Ungerundeter geschlossener Hinterzungenvokal [ɯ]
- Gerundeter geschlossener Hinterzungenvokal [⁠u⁠]
- Gerundeter zentralisierter fast geschlossener Hinterzungenvokal [ʊ]
- Ungerundeter halbgeschlossener Hinterzungenvokal [ɤ]
- Gerundeter halbgeschlossener Hinterzungenvokal [⁠o⁠]
- Ungerundeter halboffener Hinterzungenvokal [⁠ʌ⁠]
- Gerundeter halboffener Hinterzungenvokal [⁠ɔ⁠]
- Ungerundeter offener Hinterzungenvokal [⁠ɑ⁠]
- Gerundeter offener Hinterzungenvokal [ɒ]